# سردشت
سَردَشت، یکی از شهرهای کُردنشین استان آذربایجان غربی در شمال‌غرب ایران  و مرکز شهرستان سردشت است. بر پایه سرشماری سال ۱۳۹۵، جمعیت این شهر برابر با ۴۶٬۴۱۲ نفر بوده است.

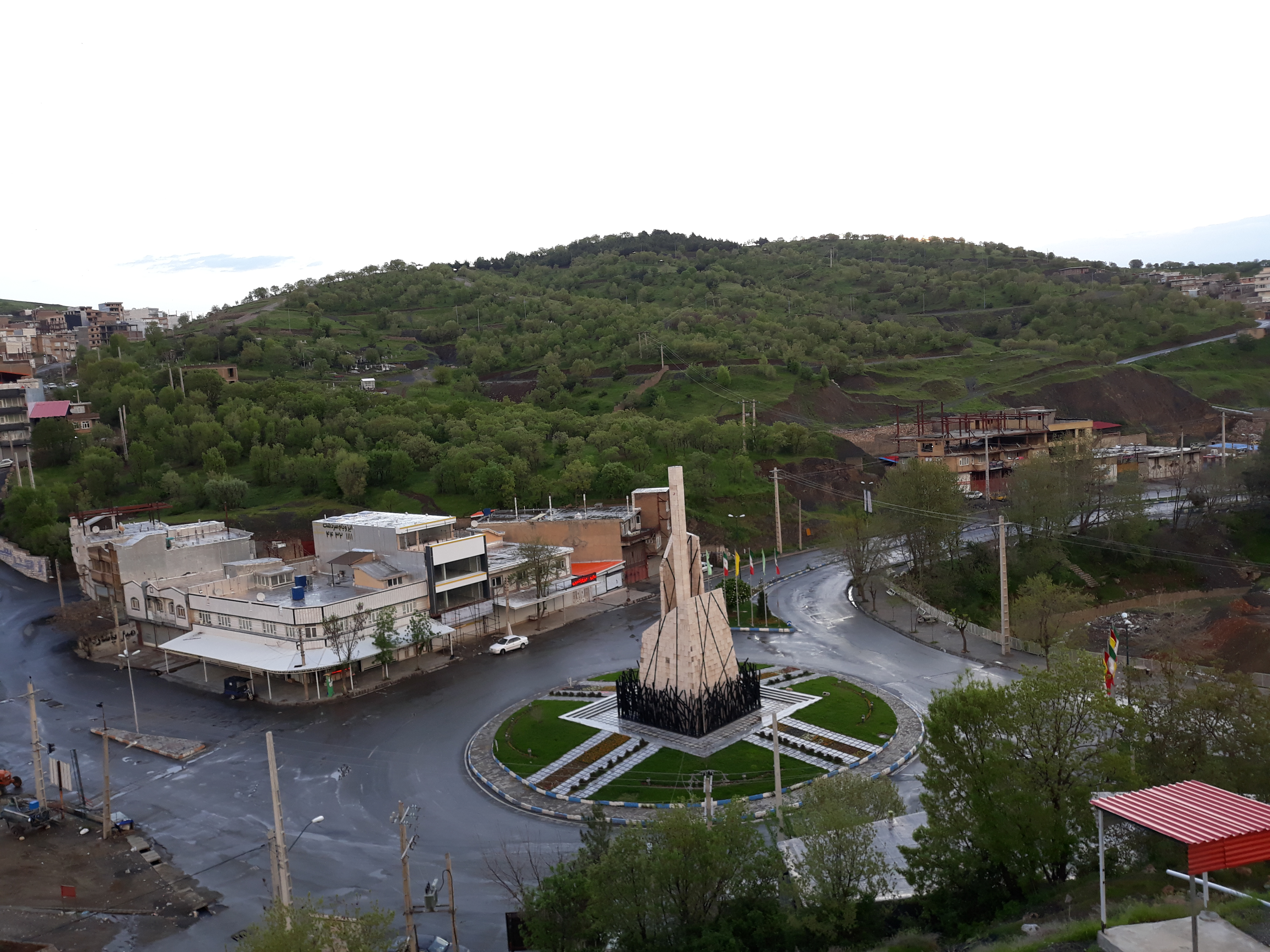
تصویری از میدان شهدای هفت تیر سردشت

سردشت با ارتفاع ۱٬۵۱۰ متر، در ۷۲۷ کیلومتری غرب تهران و ۲۲۵ کیلومتری جنوب غربی ارومیه، سر راه مهاباد و پیرانشهر به بانه (استان کردستان) قرار دارد. این شهر در پای کوه گرده‌سور بر کنار چشمه آبی رو به شرق مشرف به رودخانه کلوی واقع شده است. آب آشامیدنی شهر و قسمت اعظم آب زراعتی زمین‌های اطراف شهر از این چشمه که کانون آبگیر کوه گرده‌سور و کوه‌های مرزی است، تأمین می‌گردد.
اهالی بومی سردشت کُرد بوده و به زبان کردی سورانی و لهجه مکریانی صحبت می‌کنند. همچنین زبان فارسی برای امور رسمی مورد استفاده قرار می‌گیرد. سردشت هم‌مرز خارجی دارد و هم‌مرز داخلی، مرز خارجی با کشور عراق و اقلیم کُردستان و مرز داخلی بین دو منطقهٔ مُکریان و اردلان.
نام سردشت می‌تواند از دو قسمت (سر) و (دشت) باشد که به معنی دشتی است که تا رودخانه زاب ادامه دارد.

## پیشینه تاریخی
شهر سردشت با قدمت شهری بیش از سه هزار سال، به‌عنوان یکی از قدیمی‌ترین شهرهای ایران شناخته می‌شود و یکی از دولت‌شهرهای حوزه کشور ایران و سرزمین کُردستان در سه هزار سال پیش بوده است.
منطقه وسیعتر سردشت از آن دست شهرستان‌های میراث‌داری است که تمدنی ۸ هزار ساله و پر رمز و رازی را در دل خود جای داده است. این منطقه دارای آثار مکشوفه هشت هزار ساله بوده و طبیعتی بکر دارد و نیز آثار ارزشمند باستانی کشف شده از دوران تمدن منایی و اورارتو در این منطقه که قدمتی سه‌هزار ساله دارند بخشی از هویت منطقه کُردستان و کشور ایران است که در موزه‌های مهم کشور نگهداری می‌شوند.
سردشت قبل اسلام در ضلع شمال غربی شهر کنونی در کنار چشمه آبی بزرگ قرار داشته و مدتی به نام «نیزه رو» نامیده می‌شد و دارای پنج برج و با روی محکمی بوده که آثار آن هنوز پیداست. سردشت یکی از مناطق تاریخی و باستانی است که هنوز آثار متعددی از آن شناسایی نشده و دست نخورده مانده یا به غارت رفته است. در نزدیکی سردشت آثار قلعه‌ای مربوط به دوره اشکانیان به نام (وارش قاضی آوا) وجود دارد.

## جغرافیا
شهر سردشت در ۳۶ درجه عرض شمالی و ۴۵ درجه و دقیقه شرقی در جنوب غربی استان آذربایجان غربی بر دامنه کوه «گرده‌سور» مشرف به دره زاب در فاصله ۳۵ کیلومتری مرز ایران و عراق و در ۱۵ کیلومتری شهر ربط واقع شده است و ۲۲ دقیقه و ۴۰ ثانیه با تهران اختلاف ساعت دارد. از شمال با پیرانشهر و مهاباد و از شرق نیز با بوکان همسایه است. اقلیم این شهر معتدل مایل به سرد و نیمه‌مرطوب است.

### کوه‌ها
از کوه‌های مرتفع منطقه سردشت می‌توان به اسامی زیر اشاره کرد:
- هومل
- بلفت
- هوینه مال (جنوب روستای قلعه رش)
- زردکه (در منطقه آلان)
- سَری گوم (پشت شهر میرآباد)
- ترخان
- ابراهیم جلال
- کوه نستان
- لندی شیخان
- داشان‌قلعه
- کاسه‌بردین
- حاجی‌ابراهیم
- برده سپیان
- شاخه خواره
- قوچی
- تاژندر

### رودخانه زاب
رودخانه زاب به طول ۴۰۰ تا ۴۴۰ کیلومتر که از کوه‌های کردستان سرچشمه می‌گیرد و به طرف مغرب ایران خارج از مرز در کشور عراق به رود دیاله و سد دوکان و سپس به دجله می‌پیوندد. شاخه‌ای از زاب صغیر (که‌ڵوێ) از کوه‌های شمال غرب پیرانشهر (سیاه کوه با ارتفاع ۳۵۷۸ متر) شروع شده و ضمن دریافت آب از شعباتی مانند لاوین، بادین وارد تنگ گرژال می‌شود آنگاه در دشت که لوی ۶ کیلومتری سردشت جریان پیدا می‌کند آنگاه از زیر پل فلزی (سردشت- مهاباد- بانه) عبور می‌کند و در پیچ و خم کوهستان جریان پیدا می‌کند و شعبات دیگری مانند چم شلماش و رزگه را دریافت می‌کند و آنگاه مرز بین ایران و عراق را در منطقه آلان تشکیل می‌دهد؛ و بعداً به نام چم تیت وارد خاک عراق شده و سپس با دریافت شعبات مهم دیگر به دریاچه دکان عراق می‌ریزد و به دجله می‌پیوندد.
در سال‌های اخیر (۱۳۹۹) با افتتاح و با ایجاد سد سردشت واقع در نزدیکی کولسه سفلی باعث به وجود آمدن جذبه گردشگری خاص شده است و علاوه بر انرژی برق در زمینه صید نیز پیشرفت بسزایی برای شهر سردشت به همراه داشته است.

## مردم‌شناسی

### زبان
مردم سردشت به زبان کردی سورانی با لهجه مکریانی صحبت می‌کنند. البته مردم منطقه سردشت نیز با لهجه مکریانی خود تکلم می‌کنند که تفاوت‌های کوچکی با لهجه مکریانی رایج در مهاباد و پیرانشهر دارد.
زبان کردی مکریانی شاخه‌ای از کردی مرکزی محسوب می‌شود و قرابت‌های همسان با سورانی اربیل در استان اربیل و سورانی بابانی در بانه و استان سلیمانیه در کردستان عراق دارد. مکریان نام امارت تاریخی است که پیش از قانون جدید تقسیمات کشوری به منطقه‌ای در شمال غربی ایران گفته می‌شد که شامل شهرستان‌های تکاب، شاهین دژ، بوکان، سردشت، اشنویه، مهاباد و پیرانشهر و نقده و میاندوآب می‌شد. منطقه رانیه و پژدر و قلادزه در کردستان عراق نیز به لحاظ قرابت زبانی و فرهنگی نیز به مکریان نزدیک است.

### مذهب
مردم سردشت پیرو مذهب شافعی اهل سنت هستند.

### جمعیت
ژاک دمورگان فرانسوی در سال ۱۲۸۶ که طی یک سفر توریستی از شهر سردشت دیدن کرده، جمعیت این شهر را ۱۵۰۰ نفر ذکر کرده است. در نخستین سرشماری در سال ۱۳۳۵ خورشیدی جمعیت این شهر ۲٫۶۴۵ بوده و در سال ۱۳۵۵، جمعیت آن به ۱۰۲۰۷ نفر رسیده که نسبت به دورهٔ قبل ۸۹/۵ درصد، رشد داشته است. بر اساس نتایج سرشماری عمومی نفوس و مسکن در سال ۱۳۹۰ جمعیت شهر سردشت با ۸۱/۱ رشد به ۴۱۲۳۰ افزایش یافته است.

## مکان‌های گردشگری
از امکان تاریخی و گردشگری سردشت می‌توان به موارد زیر اشاره کرد:
- آبشار شلماش (در فاصله ۸ کیلومتری شهر، گردنه زمزیران میان سردشت و مهاباد)
- آبشار رزگه در منطقه آلان
- آبشار چکو
- تفرجگاه خدرآباد
- چشمه آب معدنی کانی گراوان در ۲ کیلومتری شهر ربط
- طبیعت روستاهای بیوران سفلی و بیوران علیا
- گذرگاه مرزی کیله که مردم در زمستان در آنجا روی برف سرسره بازی می‌کنند.

### پل قلاتاسیان
یکی از پل‌های موجود بر رودخانه زاب صغیر پل قلا تاسی (قلعه تاسی) یا قلاتاسیان است که به مرور زمان و همچنین بالا آمدن آب موجب تخریب لایه‌های سست سطحی آن شده طول پل شمالی- جنوبی است و در حقیقت به استثنای یکی از ستون‌های شمالی سنگ چینی که ملاط ان تقریباً از پایه شروع شده بقیه ستون‌ها را نگ‌های طبیعی طرفین پل که ناشی از شیب تند کوهستانی و آخرین دامنه آن است با سه ستون سنگی نیمه تمام طبیعی که هر کدام با سنگ چینی محکم پایه‌های اصلی پل را تشکیل می‌دهند ساخته شده است. این پل بر سر راه قدیمی میر آباد به مهاباد در قسمت شمالی رودخانه زاب کوچک بنا شده نزدیکترین روستا به پل قلاتاسیان از سمت غربی روستاهای نبی آوا و موسالان است. احتمالاً این پل در اواسط قرن سیزدهم هجری و به دستور شیخ مولانا از مریدان شیخ یوسف الدین برهان بنا شده باشد و به گفته‌ای به پل مولانا نیز شهرت دارد.

### گرمابهٔ بیستون
حمام قدیمی (گرمابهٔ بیستون) در داخل شهر که به دستور زمان عزیزخان مکری سیاستمدار کُرد در دوره قاجار ساخته شده است.

### محوطه باستانی تپه ربط
محوطه باستانی ربط، یکی از جاذبه‌های تاریخی شهرستان سردشت است که قدمت آن به هزاره اول قبل از میلاد بازمی‌گردد.
این محوطه تاریخی شامل ۴ تپه تاریخی به مساحت ۲۵ هکتار است که در ضلع جنوب غربی ربط، در حاشیه رودخانه زاب و در ۱۵ کیلومتری سردشت قرار دارد و یکی از مراکز مهم حکومتی در هزاره اول قبل از میلاد می‌باشد.
در کاوش‌های تپه ربط، آثار ارزشمندی شامل آجرهای لعاب‌دار با نقوش اساطیری انسانی، گیاهی، جانوری و هندسی، کتیبه‌های خط میخی لعاب دار با خطوط آشوری بدست آمده است.
طبق مستندات موجود این مکان همان شهر موصاصیر است که نشان دهنده هم دوره بودن آن با حکومت اورارتوها، منایی‌ها و آشوری‌ها بوده است. شهر موصاصیر از مهم‌ترین مکان‌های مذهبی مورد علاقه امپراطوران بزرگ اورارتویی بوده که در کتیبه‌های کیله شین، ماونا و در کتیبه‌های دیگری که در توبزآوا در داخل خاک عراق بدست آمده از آن صحبت شده است.
محوطه‌های تاریخی متعدد که هنوز در سطح ناحیه شناسایی و کشف نشده‌اند، را می‌توان به عنوان بستر و زمینه‌ساز رشد و شکوفایی ناحیه در زمینه‌های مختلف اجتماعی و اقتصادی و توریستی دانست؛ با ذکر این اوصاف باید گفت که سردشت قابلیت تبدیل به منطقه نمونه گردشگری را دارد.

## اقتصاد

### کشاورزی
شهر سردشت با تولید سالانه بیش از ۷۰۰ تُن سماق رتبه نخست آذربایجان غربی و همچنین غرب ایران را در اختیار دارد و بیش از ۹۰ درصد محصول سماق تولید شده سردشت، در بازار سایر استان‌های کشور عرضه می‌شود.
یکی از میوه‌های محبوب شهر سردشت انگور سیاه است که به علت استفاده نکردن از کود و سموم، محصولی تمام ارگانیک محسوب می‌شود و از شهرت فراوانی برخوردار است ثبت جهانی انگور و سماق سردشت در مراحل نهایی قرار دارد.

### بازار و گمرک
سردشت دارای سه بازارچه فعال مرزی قاسم رش، کیله و بیژوه در منطقه آلان است؛ که از طریق گمرک قضایی و بازارچه کیله در سال ۱۳۸۹ ۵۷ میلیون دلار کالا صادر شده است. سردشت مبدأ صدور کالاهای خارجی به بازارچه‌ها و پاساژهای شهرهایی چون بانه، مهاباد و پیرانشهر و حتی ارومیه، می‌باشد. جالب توجه اینکه این در شهرهای مذکور کالاها با قیمت‌های گزاف تر فروخته می‌شوند ولی در شهر سردشت با قیمت نازل می‌توان آن‌ها را خرید.
همچنین سردشت دارای گمرک و مرز زمینی کیله با کردستان عراق می‌باشد که درحال تبدیل شدن به مرز بین‌المللی است. فاصله سردشت از طریق راه آسفالته با مرز ۱۴ کیلومتر و فاصله هوایی سردشت با نقطه صفر مرزی کیله ۸ کیلومتر می‌باشد، و فاصله سردشت با قلادزه (قلعه‌دیزه) ۳۵ کیلومتر و با رانیه ۶۵ کیلومتر و با اربیل ۲۰۰ کیلومتر می‌باشد. با افتتاح مرز بین‌المللی کیله، سردشت به دروازه ترانزیت ایران در شمال غرب به کردستان عراق، ترکیه، سوریه و حوزه مدیترانه تبدیل می‌شود.

## ترابری
شهر سردشت دارای جاده مستقیم با شهرهای بوکان، ارومیه، مهاباد، بانه و پیرانشهر است.
سردشت دارای جاده آسفالته مناسب با اقلیم کردستان می‌باشد.
- فاصله سردشت با شهرهای اقلیم کردستان و ایران به صورت زیر است:

| شهر       | کشور/اقلیم         | مسافت (کیلومتر)                |
| --------- | ------------------ | ------------------------------ |
| قلعه دیزه | اقلیم کردستان عراق | ۳۵                             |
| رانیه     | اقلیم کردستان عراق | ۶۵                             |
| سنگسر     | اقلیم کردستان عراق | ۵۰                             |
| ژاراوه    | اقلیم کردستان عراق | ۴۵                             |
| اربیل     | اقلیم کردستان عراق | ۱۸۹                            |
| دهوک      | اقلیم کردستان عراق | ۳۰۵                            |
| سلیمانیه  | اقلیم کردستان عراق | ۱۷۷                            |
| کرکوک     | اقلیم کردستان عراق | ۲۱۸                            |
| حاج عمران | اقلیم کردستان عراق | ۹۴                             |
| وان       | ترکیه              | ۴۲۵                            |
| ارومیه    | ایران              | ۲۲۵ (از مسیر اشنویه)           |
| سرو       | ایران              | ۲۴۰                            |
| بوکان     | ایران              | ۹۹(جاده شوسه-آسفالته)          |
| بوکان     | ایران              | ۱۳۰ (مسیر ربط- خلیفان - بوکان) |
| تبریز     | ایران              | ۳۳۰                            |
| ماکو      | ایران              | ۴۴۰                            |
| مهاباد    | ایران              | ۱۲۰                            |
| اشنویه    | ایران              | ۱۴۰                            |
| پیرانشهر  | ایران              | ۸۵                             |
| نقده      | ایران              | ۱۲۵                            |
| بانه      | ایران              | ۶۷                             |
| سقز       | ایران              | ۱۲۵                            |
| بیجار     | ایران              | ۲۶۵                            |
| سنندج     | ایران              | ۳۰۵                            |
| کرمانشاه  | ایران              | ۴۳۰                            |
| ایلام     | ایران              | ۶۴۵                            |
| زنجان     | ایران              | ۴۱۰                            |
| تهران     | ایران              | ۷۴۰                            |

ترمینال سردشت دارای سرویس‌های منظم روزانه به شهرهای بوکان، ارومیه، مهاباد، نقده، پیرانشهر، اشنویه، مراغه، تبریز، تهران، سقز، و بانه می‌باشد.

### جاده سردشت به بوکان
از دهه‌های قبل، مطالبه مردم شهرستان سردشت، تبدیل جاده روستایی سردشت به بوکان به طول ۹۹ کیلومتر به جاده بین شهری است. اما تاکنون این امر میسر نشده است. جاده سردشت به بوکان، می‌تواند سردشت را از بن‌بست ارتباطی بیرون بیاورد و به شهر بوکان متصل کند.

## ارتباط‌های بین‌المللی

### شهرهای خواهر
| پرچم | شهر      | کشور | سال خواهر خواندگی |
| ---- | -------- | ---- | ----------------- |
|      | هیروشیما | ژاپن | ۱۳۸۴              |

روز سه‌شنبه ۷ تیر ۱۳۸۴ با حضور هیأتی ژاپنی از شهرهای هیروشیما و ناگاساکی، خیابانی در شهر سردشت به نام خیابان هیروشیما نامگذاری شد. همچنین در شهر هیروشیما نیز خیابانی به نام خیابان سردشت نامگذاری شده است.
در روز ۴ خرداد ۱۴۰۰ خیابانی در تهران واقع در بزرگراه شهید چمران، بالاتر از خیابان باقرخان به نام خیابان سردشت نامگذاری شد.

## مشاهیر
- علامه بیتوشی
- ابن الحاج هزارمیردی
- شیخ مولانا
- یوسف اصم[۳۸][۳۹][۴۰]
- خله درزی خواننده فولکور[۴۱]

### بمباران شیمیایی

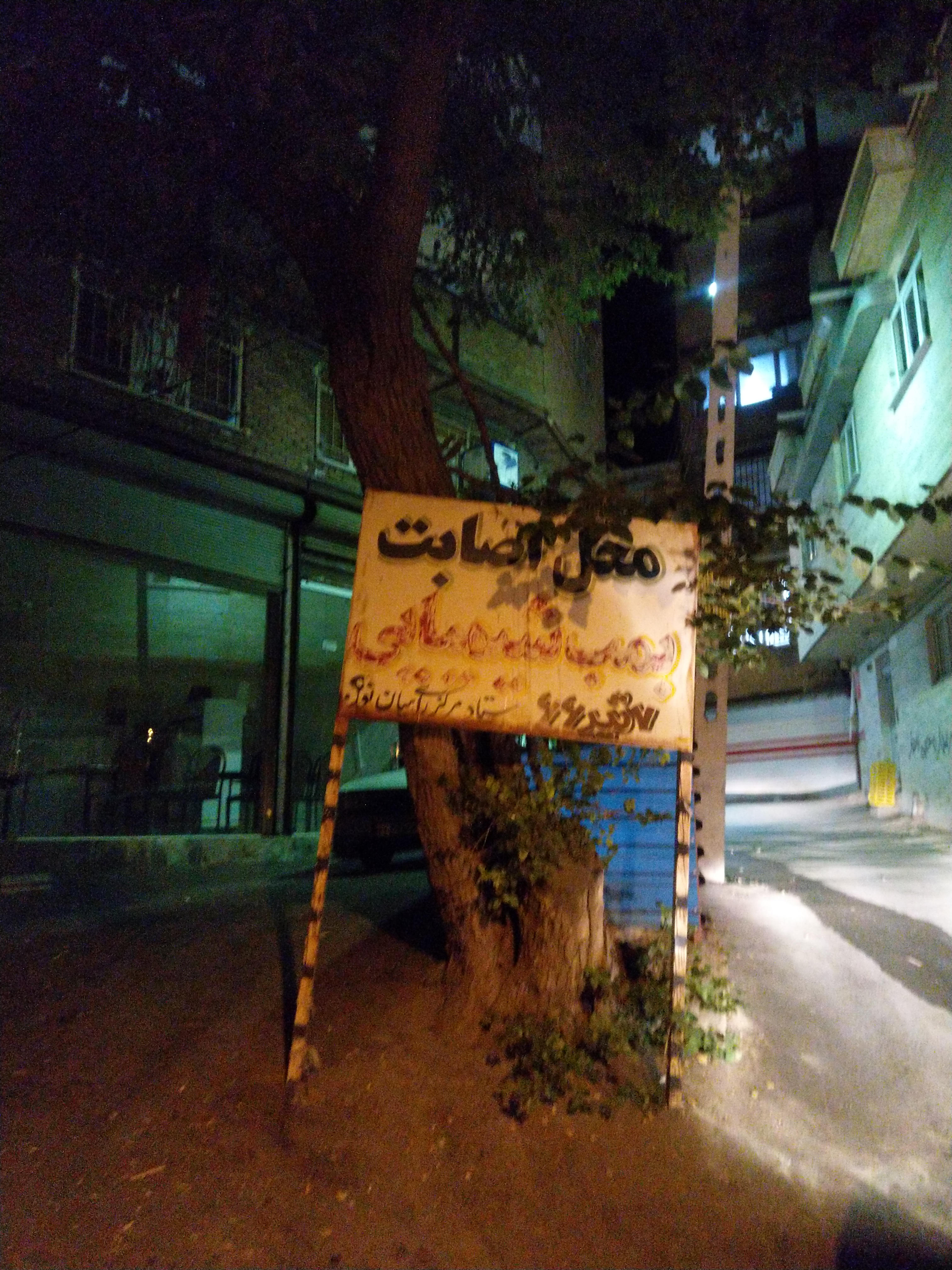
محل اصابت بمب شیمیایی سردشت

نیروی هوایی عراق از ۷ تیر۱۳۶۶ با استفاده از بمب‌های شیمیایی در چهار نقطه پرازدحام شهر سردشت (از توابع استان آذربایجان غربی) انجام شد. در این حمله ۱۱۰ نفر از ساکنان غیرنظامی شهر جان باخته و ۸۰۰۰ تن دیگر نیز در معرض گازهای سمی قرار گرفتند و مسموم شدند.
در تابستان سال ۲۰۱۱ یک کارگر ساختمانی در منطقه آزادگان سردشت بمب شیمیایی عمل نکرده‌ای را در حین حفاری برای پی ریزی ساختمان پیدا کرد. این بمب توسط تیمهای ویژه خنثی سازی بمب به تهران منتقل شد.